# Línea 10 (Comodoro Rivadavia)
La Línea 10 o Línea Rada Tilly es una línea de colectivos interurbana de la ciudad Argentina, Rada Tilly, bajo concesión de la empresa Expreso Rada Tilly que une la ciudad de Rada Tilly con la ciudad de Comodoro Rivadavia y viceversa. 

## Cuadro Tarifario
| Boleto             | Tarifa          |
| ------------------ | --------------- |
| Urbano             | $66             |
| Suburbano          | $55             |
| Estudiante         | $27,50          |
| Jubilado           | Sin información |
| Discapacitado      | $0.00           |
| Policía del Chubut | $0.00           |
| Constituyentes     | $42.00          |

Se puede abonar utilizando una tarjeta que se tramita en la terminal de la empresa Expreso Rada Tilly, cabe aclarar que es la única línea de la ciudad de Comodoro Rivadavia que no posee servicio de tarjeta SUBE.
- El tramo urbano abarca:

```
Terminal de ómnibus de Comodoro Rivadavia - Avda. Constituyentes.
Avda. Constituyentes - Rada Tilly.
Rada Tilly - Avda. Constituyentes.
Avda. Constituyentes - Terminal de ómnibus de Comodoro Rivadavia.
```

- El tramo suburbano abarca:

```
Terminal de ómnibus de Comodoro Rivadavia - Rada Tilly.
Rada Tilly - Terminal de ómnibus de Comodoro Rivadavia.
```

## Recorrido

### 10: Rada Tilly - x Peñi - Comodoro Rivadavia
| 10         | Primer servicio A: Centro | Primer servicio A: Máximo Abásolo | Último servicio A: Centro | Último servicio A: Máximo Abásolo |
| Laborables | 05:00                     | 05:32                             | 23:30                     | 00:02                             |
| Sábados    | -                         | -                                 | -                         | -                                 |
| Festivos   | 05:30                     | 06:02                             | 23:30                     | 00:02                             |

### 10: Rada Tilly - Norte - Comodoro Rivadavia
Debido a que la ciudad de Rada Tilly no posee una terminal, el recorrido formalmente inicia en la parada de colectivos del supermercado La Proveeduría, ubicado en la Av. Tierra del Fuego 1996, aunque en la práctica inicia una cuadra después (Av. Tierra del Fuego y Av. Combate Naval de Quilmes), dada la cercanía con el taller y depósito de la empresa operadora que se encuentra en Av. Combate Naval de Quilmes.
El recorrido tiene dos ramales correspondientes al tramo de IDA, uno de ellos en la zona sur de la ciudad denominado ramal Barrio Peñi y el segundo en la zona norte denominado ramal Norte.
Al dejar la ciudad se dirige de forma directa a la terminal de pasajeros General Solari de Comodoro Rivadavia, donde termina el recorrido y realiza una espera de 15 minutos antes de proceder al regreso.
El recorrido de regreso no tiene prácticamente recorrido dentro de la ciudad de Rada Tilly llegando directamente al punto de inicio y continuando el recorrido de forma normal. En el caso de cambio de conductor o vehículo se realiza en el inicio informal mencionado en los párrafos anteriores
El recorrido total sumando ida y regreso ronda los 32 km.

## Cercanías
- Gimnasio Municipal
- Hipódromo de Rada Tilly
- Sala de Primeros auxilios Rada Tilly
- Municipalidad de Rada Tilly
- Hospital de Rada Tilly
- Policía de Rada Tilly
- Centro Cultural Rada Tilly
- Aeroclub Comodoro Rivadavia
- Autodromo Comodoro Rivadavia
- Barrio Industrial
- Liceo Militar Gral. Roca
- Seccional Tercera de Policía de Comodoro Rivadavia
- Hospital Regional de Comodoro Rivadavia
- Tribunales de Comodoro Rivadavia
- Terminal de Colectivos de Larga Distancia de Comodoro Rivadavia

## Galería

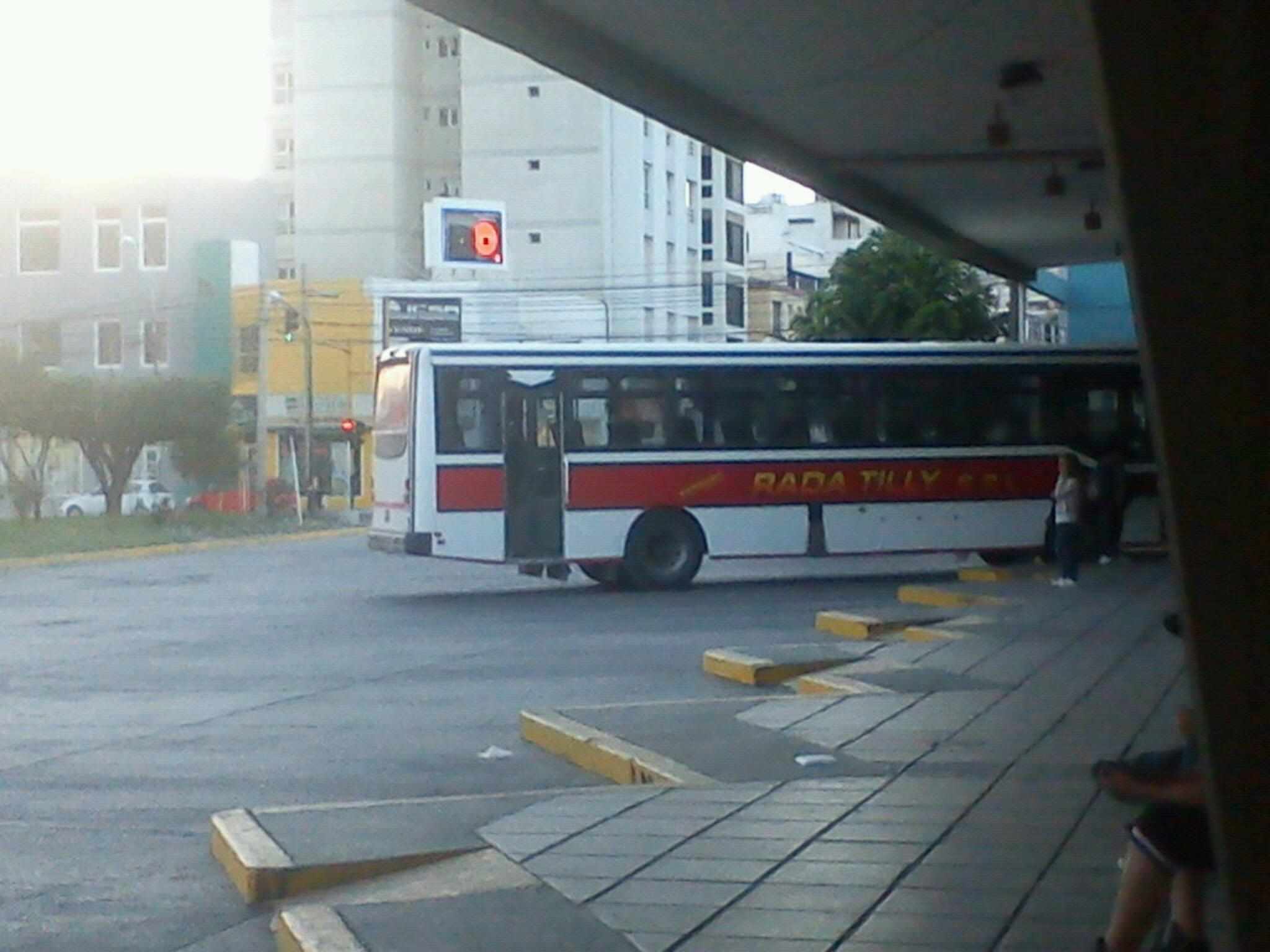
En la terminal de Autobús General Ángel Solari, Comodoro Rivadavia, donde finaliza el recorrido de ida.